# Sträckbog

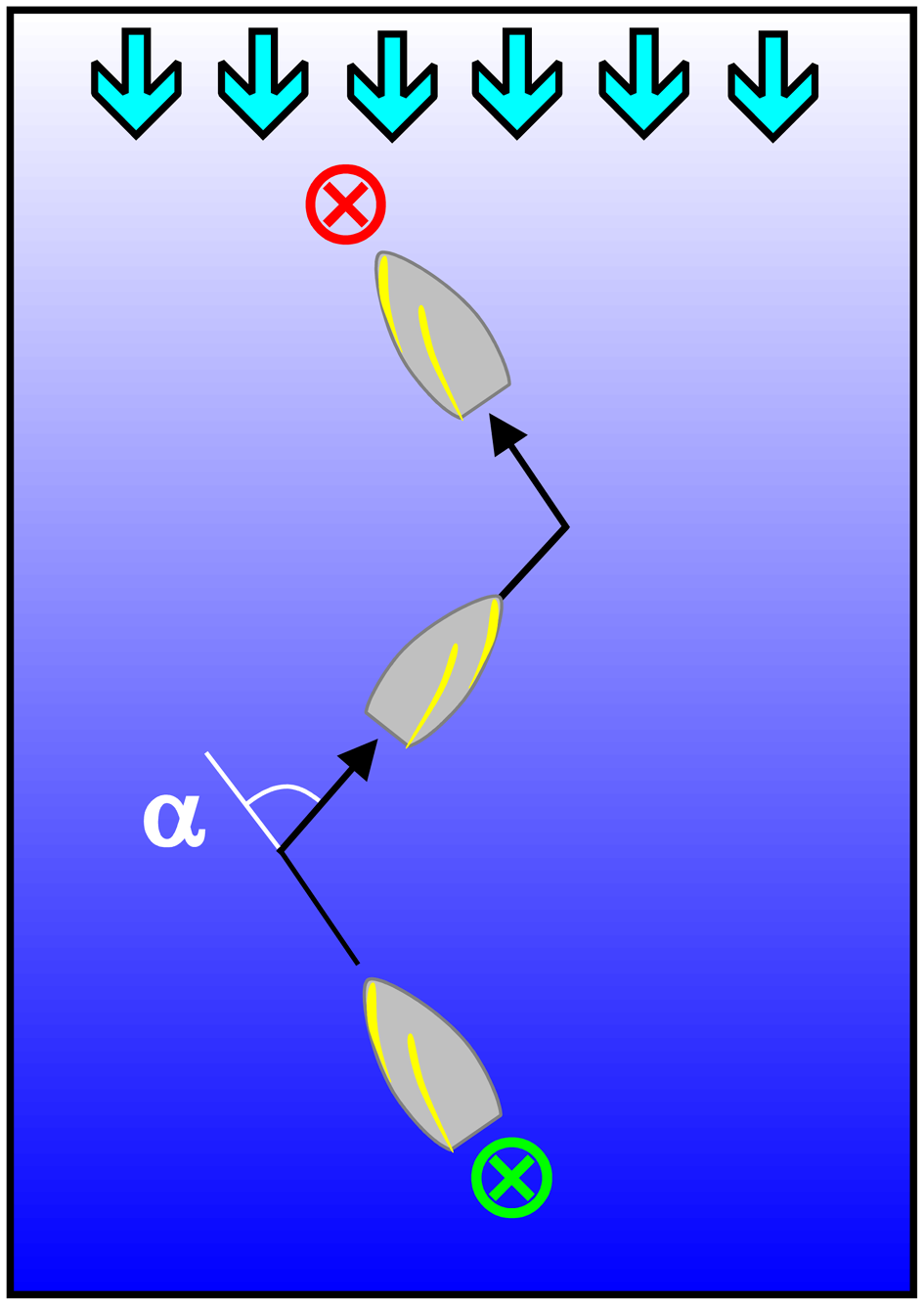
En principskiss över sträckbog.

Sträckbog, även kallat slagbog, är den sträcka som en kryssande båt tillryggalägger på samma bog utan vändning. Slagbog är belagt i svenska språket åtminstone sedan 1788 och sträckbog åtminstone sedan 1798.